# Любешево (Дравський повіт)
Любешево (пол. Lubieszewo, нім. Güntershagen) — село в Польщі, у гміні Злоценець Дравського повіту Західнопоморського воєводства.
Населення — 278 осіб (2011).
У 1975-1998 роках село належало до Кошалінського воєводства.

## Демографія
Демографічна структура станом на 31 березня 2011 року:
|          | Загалом | Допрацездатний вік | Працездатний вік | Постпрацездатний вік |
| -------- | ------- | ------------------ | ---------------- | -------------------- |
| Чоловіки | 145     | 19                 | 116              | 10                   |
| Жінки    | 133     | 21                 | 89               | 23                   |
| Разом    | 278     | 40                 | 205              | 33                   |